# Барсегян, Айрапет Александрович
Айрапет Александрович Барсегян (арм. Հայրապետ Բարսեղյան) (род. 25 августа 1953, Ереван) ― советский и армянский врач, хирург, доктор медицинских наук (2002), профессор (2002), вице-президент Армянского общества интраоперационной хирургии.

## Биография
Родился 25 августа 1953 года в Ереване, Армянская ССР, СССР, в семье служащего.
В 1960-1970 годах учился в Ереванской средней школе № 83. В 1976 году окончил лечебный факультет Ереванского государственного медицинского института. В 1976-1977 годах учился на базе интернатуры 4-й городской больницы Еревана, получив квалификацию врача-хирурга.
В 1977-1981 годах по направлению Министерства здравоохранения Армянской ССР работал врачом-хирургом Разданской центральной районной больницы. С 1981 года работает на кафедре хирургических болезней Ереванского медицинского института.
В 1987 году защитил кандидатскую диссертацию, в 2001 году ― докторскую.
С 1987 года работал в медицинском центре «Малатия. С 2000 года работает заведующим кафедрой хирургии N3 Ереванского государственного мидицинского университета имени Мхитара Гераци.
Работы Айрапета Александровича Барсегяна посвящены проблемам ларингоскопической хирургии желчных протоков. Является автором более 250 опубликованных научных работ, учебников и методических пособий.

## Членство
- Член правления Европейской ассоциации эндоскопической хирургии
- Член Российской ассоциации эндоскопической хирургии
- Действительный член Российской академии медицинских наук (2005 год)